# Orthotrichum hortense
Orthotrichum hortense là một loài Rêu trong họ Orthotrichaceae. Loài này được Bosw. mô tả khoa học đầu tiên năm 1892.